# زو
طائر الزو هو طائر بابلي في أساطير العراق القديم، ينذر بالسوء. كان العراقيون البابليون يتصورون فيه أرواح الموتى على هيئة طيور، ويرمز للشر.

## طائر الزو في الأساطير السومرية
وهو من قوى العالم الأسفل المُدمرة. ويُسمى أيضاً (أنزو)، وإسمه الأصلي في ملحمة لوكال بندا السومرية (أيمدوجود)، وبالأكدية (زو)، وهو طير العاصفة الخرافي في المصادر الأكدية. ويُصوَر على شكل نسر برأس أسد. وأسطورة (زو) معروفة في العصر البابلي القديم وفي نصوص العصر الآشوري الحديث. وتقول الأسطورة أن الإله (إنليل) في النسخة الأكدية، وهو نفسه الإله (إنكي) في النسخة السومرية، كان يستحم حين باغته الطائر (زو) وسرق منه (الواح القدر) ذات القوى السحرية الهائلة التي تُعطي حاملها سلطة مُطلقة على الآلهة والبشر والكون.